# Вавилонская башня и другие древние легенды
«Вавило́нская ба́шня и други́е дре́вние леге́нды» — сборник переложений библейских сюжетов для детей, составленный под редакцией Корнея Ивановича Чуковского. По словам самого Чуковского, проект общедоступного переложения библейских текстов как литературных сказок был предложен ему Максимом Горьким ещё в 1916 году. В начале 1960-х годов Чуковский вернулся к идее, по просьбе редакции «Детской литературы» осуществляя руководство и литературную редактуру. В проекте был задействован отец Александр Мень, чьё участие не афишировалось. От Чуковского советская цензура потребовала не упоминать о евреях и о Боге (Его пришлось назвать «волшебник Ягве»). Подготовленный текст включал тринадцать сюжетов Ветхого Завета (включая историю Адама и Евы, всемирного потопа, собственно, Вавилонской башни), а из Нового Завета в сборник вошла только притча о блудном сыне. Пересказы искажали библейский оригинал, хотя, по возможности, передавали простоту и величавость стиля подлинника. Книга была богато иллюстрирована Леонидом Фейнбергом.
В силу ряда политических причин полностью отпечатанный тираж книги в 1968 году был уничтожен, уцелело несколько несброшюрованных экземпляров. В 1980-е годы книга была восстановлена, отдельные переложения печатались в периодических изданиях, и в начале 1990-х годов сборник выпускался массово несколькими издательствами бывшего Советского Союза. Критиками высказывались мнения, что отсроченный выход книги запоздал, поскольку в условиях гласности широкие читательские массы получили доступ к подлинным библейским текстам и огромному разнообразию адаптаций и толкований. Между 1991—2001 годами вышло несколько изданий под названием «Вавилонская башня и другие библейские предания», в которых «Ягве» был механически заменён на «Бога», что не изменило изначально атеистически-просветительского характера издания.

## Предыстория
Пересказы и переложения Библии для детского чтения выпускались в России с конца XVIII века и вплоть до 1918 года. Корней Чуковский в 1916 году был назначен редактором детского отдела издательства Максима Горького «Парус», в издательские планы которого были включены и детские переложения библейского текста. Горький называл Библию одной из величайших книг человечества и советовал писателям учиться простоте и выразительности библейского стиля.
В советском книгоиздании вопрос о пересказе Библии для детей был поднят на редакционном совете Детгиза 19 сентября 1956 года. С инициативой выступил писатель Геннадий Фиш, который подчеркнул: «наших людей… страшно пускать в музеи: они не понимают сюжетов древних или религиозных. <…> Мы лишаем нашу молодёжь ряда ассоциаций великой классической литературы. Они не знают, как Исав продал первородство за чечевичную похлёбку, не знают об Иосифе, проданном братьями в Египет, всё это проходит мимо наших читателей». Однако после начала очередной антирелигиозной кампании эта инициатива была отложена на много лет.
Издательство возобновило работу над пересказом Библии для детей в 1962 году. Книга была запланировала как элемент культурного воспитания молодого поколения и должна была выходить в серии мирового наследия древнего Востока. Инициаторами выступили директор Детгиза Константин Пискунов и главный редактор Василий Компаниец. Именно они предложили кандидатуру Чуковского как автора-редактора очень деликатного с литературной и политической точек зрения проекта, авторитет которого помог бы «протащить» издание. Внучка писателя Елена Чуковская утверждала, что замысел книги был не вполне «чуковским» и преследовал сугубо просветительские цели.

## История создания
Корней Чуковский привлёк в авторский коллектив хорошо знакомых ему людей: переводчицу Татьяну Литвинову, бывшую у него секретарём, редактора «Литературного наследства» Наталью Роскину, редактора Веру Смирнову, поэта Валентина Берестова, писателя Геннадия Снегирёва, инженера-диссидента Михаила Агурского, под чьей фамилией выступал тесно общавшийся с ним священник Александр Мень. Агурский раскрыл авторство Меня в одной из бесед с Валентином Берестовым, но официально ни в одном из изданий «Вавилонской башни» оно не значилось. Также в авторскую коллегию вошла художница Ноэми Гребнева, жена переводчика Наума Гребнева, которому Чуковский посвятил свою книгу «Высокое искусство». Почти все они воспитывались в советское время, и, хотя большинство из них были верующими, они не имели церковного опыта «старого образца». Авторы должны были решать принципиально новую задачу: литературно переложить библейские сюжеты, включив их в актуальный культурный контекст. Это был новый жанр: пересказ Библии без религиозной составляющей. Сам Чуковский утверждал, что Библию читал ещё в XIX веке: «Её нет у меня под руками. Я её не знаю. Я несу ответственность только за стиль». Александр Мень сделал переложение историй Содома и Гоморры, «Песни песней» и «Виноградника Навуфея» о пророке Илие, которая единственной вошла в одобренный текст.
Чуковский упоминал в дневнике, что когда принял предложение о работе, получил строгое указание не упоминать слов «евреи» и «Бог», слово «библия» нельзя было писать с заглавной буквы. Основная работа над пересказами шла в 1963—1964 годах. Первоначально Чуковский взялся за сюжет об Адаме и Еве; в письме Компанийцу от 11 сентября 1963 упоминалась выполненная Берестовым «прелестная сказка об Эсфири». По-видимому, книга была вчерне сформирована в начале 1964 года, поскольку в феврале издательство подписало с Чуковским соглашение о составлении и редактировании им сборника «Библейские сказки». Он проходил по редакции классической литературы и юридически был оформлен как экспериментальная работа, затраты по которой в случае неудачи списывались. Из-за болезни Чуковского срок сдачи рукописи был продлён до 20 марта 1965 года. Наконец, договор на книгу был подписан в мае 1965 года, причём на предисловие Чуковского было составлено отдельное соглашение. В предисловии Корней Чуковский объяснял необходимость знакомства с Библией каждого культурного человека. Он писал о присутствии библейских сюжетов и образности во всех значимых произведениях мировой и русской скульптуры, живописи, литературы, приводя в пример статуи Давида и картину «Возвращение блудного сына». Пояснял писатель и практическое значение знания библейских историй — они объясняют происхождение некоторых устоявшихся в языке выражений и ассоциаций. При этом Чуковский упоминал и не появляющиеся в сборнике новозаветные образы и фразы. Также он заявлял о привлекательности для детей библейских сюжетов, полных подвигов и приключений. 
Из архивной переписки следует, что участники авторского коллектива сначала шутливо, потом всерьёз уподобляли свой труд Вавилонской башне: отдельные сюжеты-сказки — ярусы, а предисловие, венчающее книгу, — маяк. Затем эту метафору подхватил и сам Чуковский. Также он именовал издание «Библией святого Корнея» или «Башней Бабеля» (от иронически переиначенного англ. The Tower of Babel).
Издание тяжело проходило советскую цензуру. В издательском плане «Детской литературы» выпуск был перенесён на 1966 год. В дневнике апреля 1965 года Чуковский выражал сожаление, что взялся за составление такой книги, поскольку стал объектом нападок и верующих, и неверующих. Вынужденная задержка побудила редактора заняться поиском подходящего художника, в редакции хватало разногласий и о характере иллюстрирования. Чуковский настаивал на «художнике-сказочнике», тогда как Пискунов предлагал использовать репродукции известных произведений искусства. По воспоминаниям Веры Марковой, Корней Чуковский с самого начала хотел привлечь для иллюстрирования Леонида Фейнберга, несмотря на его нежелание.
С. Шамаева, рассматривая проект «Вавилонской башни» как органическую часть творчества Чуковского-сказочника, отмечала, что даже в 1960-е годы подобное начинание требовало гражданского мужества и навыков конспирации, умения обойти советскую цензуру. «Пересказы Библии подтвердили: Чуковский не сломлен». Высказывалось также мнение, что детские сказки самого Корнея Чуковского во множестве содержали библейские мотивы, например, в «Бармалее».

## Литературные особенности
В переписке Леонида Фейнберга и Корнея Чуковского глубоко анализировалась литературная сторона книги. Фейнберг в 1958 году иллюстрировал индийскую повесть «Наль и Дамаянти» в переложении Василия Жуковского, и его методы, а также выбор образного строя, не изменились с той поры. Леонид Фейнберг называл работу иллюстратора подобного издания очень сложной, особенно в отношении выбора стиля и тематики.
При обращении к «Вавилонской башне» художник работал с машинописью, предназначенной для издания в 1966 году, при этом Чуковский очень хотел узнать его впечатления «от этой Библии, от её литературного качества». Фейнберг выступил рецензентом, обращая особое внимание как на логичность сюжетов пересказанных легенд, так и на соответствие историческим реалиям. В переписке он предложил в истории об Адаме и Еве заменить «яблоки» «плодами», отметил, что в истории Моисея евреи не могли строить пирамид, а фараон никак не мог пожать вождю евреев руку; не было в библейские времена ни солдат, ни свечей, ни сабель, которые появились в переложениях. Главной проблемой Леонид Фейнберг считал стремление переложить библейские сюжеты доступным для детей языком, из‑за чего авторы неосознанно заимствовали язык русских сказок и былин. То есть стиль и лексика сами по себе приводят к нарушению исторической перспективы. Иногда прямо искажался смысл: история Каина и Авеля не вполне соответствовала библейской. По мнению Леонида Фейнберга, нравственная трактовка её была подчинена современной логике. Если в Ветхом завете Господь не принял жертвы Каина, на что тот «сильно огорчился», то в пересказе Гребневой Каин зол изначально. Существенно искажена была история с Неопалимой купиной.
Ещё больше проблем вызывал цензурный запрет на упоминание Бога. Его пришлось заменить на «волшебника Ягве», который у художника вызывал ассоциации с Мерлином, и он полагал, что лучше обойтись без его упоминания вообще, чтобы не дезориентировать читателей. Фейнберг также пользовался заметками Михаила Агурского (по-видимому, в действительности принадлежавших Александру Меню), которого раздражало отсутствие исторической конкретики. Последнее приводило к многочисленным ошибкам, когда, например, неверно была передана история войны Навуходоносора или эпоха жизни пророка Ионы. Он также опасался нападок заграничных критиков. В письме от 18 января 1966 года Чуковский писал, что принимает поправки «смиренно», впрочем анализ машинописи и печатного текста показывает, что значительная часть замечаний так и не была учтена. Оказалось также, что часть неясностей происходила от деятельности редакторов издания. Так, из рассказа об Иосифе убрали упоминание, что Вениамин — его родной брат, и стало непонятно, почему тот требовал его, когда вошёл в славу у фараона. Равным образом, убрали упоминание матери Иосифа — Рахили, что было связано с последовательным неупоминанием многожёнства в древнем мире. Существенно была искажена история с женой Потифара, как не предназначенной для детского восприятия. Современные мотивировки также приводили к искажениям: когда братья собираются бросить Иосифа в ров, а Рувим хочет спасти его, редакторы поясняют: Рувим «был добрее других, он не хотел, чтобы совершилось злое дело», тогда как изначально было лаконичное: «испугался и сказал».
Не понравились Фейнбергу и Агурскому элементы «зауми» в сцене разделения языков в Вавилоне, напомнившие им современные европейские языки (и включившие хлебниковские «Бобэоби»). Более того само по себе вавилонское смешение объяснялось в пересказе тем, что Ягве, пробуждаясь, испугался людей, а вовсе не их гордыней.
Официальное рецензирование сборника осуществлял в мае 1966 года философ Григорий Померанц, который очень благожелательно отозвался о книге и дал глубокий анализ текста. Многие его замечания совпадали с высказанными Леонидом Фейнбергом и Агурским: например, притча о блудном сыне превратилась «в русскую сказку», раздражало Померанца и отсутствие исторической конкретики в истории Моисея. «То, что автор рассказывает, — не Библия. Невозможно рассказать историю исхода, опуская этнические термины и мифопоэтические образы, рационалистически объясняя чудеса». Самые существенные претензии вызвало изображение Бога: если сохранять нравственный пафос мифа, это потребует серьёзного отношения ко всем персонажам. То есть, давая образ Ягве, надобно интерпретировать его «как Эсхил (а не Лукиан) интерпретирует Зевса, — выбирая наиболее благородные, а не отрицательные черты мифологического персонажа. Иначе издание теряет смысл».

## Издательские перипетии 1966—1968 годов
Окончательно прошедший цензуру вариант включал четырнадцать легенд — тринадцать ветхозаветных и новозаветную притчу о блудном сыне. Уже на последнем этапе редактирования была снята история Руфи в пересказе Гребневой (её вернули в несколько переизданий 1990-х годов); в машинописи присутствовала история Давида и пророка Нафана, а также рассказ о Содоме и Гоморре. Чуковский откровенно писал, что был вынужден убрать «Песнь песней», не отвечающую нашему «профилю». Его подгоняла болезнь, поскольку «при малейшей задержке текстов или иллюстраций книга эта отодвинется поближе к семидесятым годам, и современное поколение читателей не увидит её».
Летом и осенью 1966 года было начато производство книги, которое в следующем году вновь было остановлено и отложено. Причины были сугубо политическими: началась Шестидневная война, из-за которой актуализация священной еврейской книги оказалась невыгодной советскому руководству. Отказ редакции от печатания побудил Корнея Чуковского к решительным действиям. 22 сентября 1967 года писатель обратился к главе Комитета по делам печати при Совмине СССР Николаю Михайлову и получил немедленный ответ. Чиновник сообщил, что причины задержки сугубо технические (перегруз типографий заказами), и выпуск книги откладывается на первый квартал 1968 года. «…Всё это я Вам пишу не как официальное лицо, а как читатель, к которому попала эта книга». Вероятно, из-за внимания со стороны Николая Михайлова 16 октября 1967 года книга пошла в набор, но Чуковский писал, что и это вызвало у него «тошноту», поскольку цензура велела убрать упоминания Иерусалима. В поздравлении Корнея Чуковского с 85-летием журнал «Огонёк» анонсировал книгу под её окончательным названием «Вавилонская башня и другие древние легенды»; сообщалось, что она посвящена «древним сюжетам, используемым в искусстве, литературе, живописи». Текст был подписан к печати 22 января 1968 года и далее вновь был задержан цензурой.
Несколько непрошитых и непереплетённых экземпляров книги были вынесены из цеха работниками типографии, таким образом сам редактор Чуковский смог получить представление о результате работы. Один экземпляр сохранился у Василия Компанийца и его наследниками был передан в Отдел рукописей ИМЛИ РАН. В сентябре 1968 года Чуковский сообщил, что «вновь портит» предисловие к книге, видимо, учитывая новые указания; цензура возмущалась фигурами Моисея и Даниила как «пищи для сионистов». Корней Иванович обратился к Алексею Румянцеву — вице-президенту Академии наук СССР, отвечающему за общественные науки, — получив 19 ноября 1968 года благожелательный ответ. Однако и здесь последовало пожелание «немного сказать о том, что Библию использовали господствующие классы для подчинения себе трудящихся».
По версии, сообщаемой Валентином Берестовым и Еленой Чуковской, в конце 1968 года объявление о выходе сигнального экземпляра, помещённое в «Книжном обозрении» (по другой версии, это было интервью Чуковского в «Труде») вызвало негативный резонанс в Китае, отношения которого с СССР стремительно ухудшались. Берестов передавал историю, что хунвейбины на волне культурной революции «громогласно потребовали размозжить собачью голову старому ревизионисту Чуковскому, засоряющему сознание советских детей религиозными бреднями». Поскольку советская партийная дипломатия тогда рассматривала китайских коммунистов не как врагов, а как «отступников», с некоторыми мнениями китайской стороны советские бюрократы считались. Главным, по-видимому, стало то, что китайские заявления были подхвачены «вражескими голосами», оправдав опасения Фейнберга и Агурского. Вероятно, это был удобный формальный предлог прекратить распространение идеологически вредной книги. Тираж был пущен под нож.

## Запоздалая публикация
Интерес к сборнику Чуковского возродился в эпоху перестройки, когда журнал «Наука и религия» в 1988 году выпустил несколько пересказов; почин в следующем году подхватили специализированные детские журналы «Мурзилка» и «Весёлые картинки». В том же 1988 году очень скромно оформленное издание выпустило «Книжное обозрение»: это был макет книги, напечатанный прямо на газетных страницах. Читателям предоставлялось самостоятельно сброшюровать и переплести его. В редакционном примечании подчёркивалось, что воспроизводился полный текст (в отличие от извлечений в «Науке и религии»), выражалась благодарность Елене Чуковской, которая передала листы, подписанные к печати 22 января 1968 года. В виде иллюстраций были использованы несколько гравюр из издания 1897 года «Библия в рисунках знаменитого художника Густава Доре».
В 1990 году Советский детский фонд имени Ленина предпринял реконструкцию издания 1968 года, отпечатанную издательством «Дом». Валентин Берестов написал новое послесловие, тогда как текст пересказов и введения Чуковского, иллюстрации Леонида Фейнберга были оставлены в неизменном виде, но воспроизводились в чёрно-белой гамме. В том же 1990 году вышли отдельные массовые издания в Москве, Петрозаводске, Ташкенте. В этих изданиях были представлены самые разные варианты текста и оформления. В большинстве случаев снималось предисловие Чуковского, взамен которого давалось преди- или послесловие Берестова в разных версиях. Вместо «Ягве» везде механически «вернули» «Бога», «предсказатель» Иона в названии был заменён на «пророка». Два издания сохранили иллюстрации Л. Фейнберга в чёрно-белом или цветном воспроизведении, использовались также гравюры Гюстава Доре, против которых в своё время выступил сам Чуковский, и даже Александра Агина.
В общем, по словам О. Симоновой, издание «Вавилонской башни» запоздало. Просветительская идея интеллигенции 1960-х годов изначально не имела адекватного воплощения: пересказы искажали библейский оригинал и его суть. Переиздания казались устаревшими, поскольку в условиях гласности уже были доступны оригинальные тексты и неподцензурные пересказы. Михаил Афанасьев потому охарактеризовал «Вавилонскую башню» как «эрзац». Ирина Лукьянова также утверждала, что в шестидесятые годы подобное издание стало бы сенсацией, поскольку из культурного обихода советских людей Библия была почти полностью вычеркнута, а хорошо написанная книга «увлекательно, ярко, хорошим языком рассказывала о совершенно неизвестной новому русскому читателю древней культуре — солнечной, экзотической, суровой и прекрасной». Несмотря на массовый тираж, по ряду причин книга совершенно «потерялась». Существенным стало негативное отношение к «Вавилонской башне» верующих читателей, не столько из-за превращения Писания в ряд занимательных мифов, сколько из-за умолчаний и недоговорённостей, так как выкорчёвывание религиозной природы текста оборачивалось утратой смысла. Например, три отрока в печи Навуходоносора не могли провозгласить Первой заповеди, и оказывалось, что они не пожелали поклониться золотому истукану не то из гордости, не то из самолюбия. Впрочем, главный библиотекарь Государственной детской библиотеки РСФСР Марк Бродский, рассуждая с позиции атеистической пропаганды, утверждал, что «Вавилонская башня» имеет большое просветительское значение, а ориентированность именно на детскую аудиторию требовала от авторов и редактора «умелого обхода» библейских сюжетов, не предназначенных для детского восприятия. Свободное обращение с первоисточником Бродский полагал совершенно оправданным, поскольку библейские сюжеты давно обросли народными преданиями, подчас далёкими от оригинала, стали частью фольклора. Библиограф отметил, что совсем маленькие читатели будут воспринимать тексты «Башни» как сказки с сюжетом и моралью, подростки — как мифы, ключ к пониманию искусства многих времён и народов. Поскольку Марк Бродский различал понятия «миф» (плод фантазии в чистом виде) и «легенда» (реальное событие, истолкованное со сверхъестественных позиций), он критиковал название сборника. С его точки зрения, истории Давида, Моисея и даже Всемирного потопа — легенды, поскольку археологи открыли в них историческое ядро, в то время как Адам и Ева — мифологические персоны.
Издание «Книжного обозрения» (с гравюрами Доре) вызвало рецензию Андрея Василевского. Характеризуя предисловие Корнея Чуковского, критик отмечал, что там высказаны «суждения бесспорные», обращённые исключительно к «инстанциям». Хотя запрет на упоминание слов «евреи» и «Израиль» именуется, скорее, анекдотическим (со ссылкой на Вениамина Каверина), его воздействие очевидно по всему тексту. Так, оказывается, что в плену у фараона находятся не евреи, а «рабы египетские», равно как Навуходоносор разграбил не Иерусалим, а всего лишь скромный «город». От Валаама требуется проклясть не евреев, а неких «соседей», и лишь в сюжете о юности Давида упоминается Иудея. Запрет на упоминание Бога обернулся тем, что убийцу Каина вопрошают «Где брат твой Авель?» звёзды, деревья и птицы. Родителям Самсона явился не ангел, а «странник». То есть библейские тексты превращаются в «легенды еврейского народа» или даже сказки, трактуются чисто атеистически. В этом плане А. Василевский отметил порочность подобного подхода, поскольку древнегреческая мифология отошла в область вымысла («никто уже не верит в Зевса»), тогда как Библия является Священным Писанием — истиной для миллионов наших современников — иудеев и христиан. В 1992 году Бенедикт Сарнов рассматривал позицию Василевского и его коллег как «совковую», связывая его критику с «ревностью новообращённых». Сарнов также указывал на опасность ограничения свободы слова и самовыражения под прикрытием защиты чувств верующих.
В 2001 году издательства «Стрекоза» и «Росмэн» выпустили переиздания «Вавилонской башни» в несколько дополненном виде, позиционируемые как чтение для младших школьников.

## Издания
- Вавилонская башня и другие древние легенды / Сост. К. Чуковский. — М. : Книжное обозрение, [1988]. — 88 с. — Макет без выходных данных для самостоятельной брошюровки читателями.
- Вавилонская башня и другие древние легенды / Под общ. ред. [и с предисл.] К. Чуковского; Ил. и оформ. Л. Фейнберга. — М. : Дом, 1990. — 166 с. — 200 000 экз. — ISBN 5-85201-006-5.
- Вавилонская башня и другие древние легенды : [Для мл. шк. возраста] / Под общ. ред. [и с предисл.] К. Чуковского; Грав. Г. Дорэ. — Петрозаводск : Карелия, 1990. — 124 с. — ISBN 5-7545-0407-1.
- «Вавилонская башня» и другие древние легенды : [Для мл. шк. возраста] / Под общ. ред. К. Чуковского; [Худож. А. Сухарев]. — Ташкент : Камалак, 1991. — 95 с. — ISBN 5-633-00745-X.
- Вавилонская башня и другие библейские предания / Сост. К. Чуковский; Иллюстрация на обложке и внутренние иллюстрации Л. Фейнберга. — М. : Горизонт, 1991. — 159 с. — Включён рассказ «Руфь и Ноэми» в пересказе Ноэми Гребневой. — 250 000 экз.
- Вавилонская башня и другие библейские предания / Составитель: Корней Чуковский. — М. : Художественная литература, 1992. — 189 с. — Внутренние иллюстрации А. А. Агина  из альбома «Ветхий завет в картинках» (1846). — ISBN 5-280-02343-4.
- Вавилонская башня и другие библейские предания : [для младшего школьного возраста] / [под общ. ред. К. Чуковского] ; худож. А. Борисов. — М. : Стрекоза, 2001. — 158 с. — (Классика детям). — ISBN 5-89537-217-1.
- Вавилонская башня и другие библейские предания. — М. : Росмэн, 2001. — 199 с. — (Библиотека младшего школьника). — ISBN 5-8451-0649-4.

### Статьи и биографии
- Афанасьев М. Д. Распространение религиозной литературы в эпоху позднего СССР // Acta samizdatica / Записки о самиздате : альманах. — М. : ГПИБ России — Международный Мемориал, 2018. — Вып. 4. — С. 194—211. — 316 с.
- Климова М. Н. Книга Ионы в литературном процессе: художественные стратегии // Сюжетология и сюжетография : журнал института филологии СО РАН. — 2017. — № 1. — С. 17—27. — ISSN 2410-7883.
- Лукьянова И. В. Корней Чуковский. — 2-е изд., испр. и доп. — М. : Молодая гвардия, 2007. — 991 с. — (Жизнь замечательных людей : Сер. биогр. Вып. 1279 (1079)). — ISBN 978-5-235-03050-3.
- Мальцева З. Ю. Особенности детской журналистики на примере журнала «Мурзилка» // Медиапространство региона: история и перспективы развития : Сборник научных трудов / Ответственный редактор Катайцева Н. А.. — Курган : Изд-во Курганского гос. ун-та, 2019. — Вып. 5. — С. 46—52. — 156 с. — 100 экз. — ISBN 978-5-4217-0530-7.
- Попова М. Ф. О типологических признаках и принципах современного советского детского журнала // Журналистика конца 80-х: смена приоритетов : Сборник научных трудов. — Екатеринбург : УрГУ, 1991. — С. 26—40. — 140 с. — 600 экз. — ISBN 5-230-06672-5.
- Рогачевский А. К истории одного издания: «Вавилонская башня» и Михаил Агурский // Вестник Еврейского университета в Москве. — 1994. — № 2 (6). — С. 99—104.
- Симонова О. А. «Вавилонская башня и другие древние легенды» под редакцией К. И. Чуковского: история издания // Детские чтения: [альманах]. — 2017. — № 1 (011). — С. 157—183.
- Шамаева С. Трагедия советской сказки // Народное образование. — 1998. — № 5. — С. 141—146.

### Рецензии
- Бродский М., главный библиотекарь ГРДБ РСФСР. Слово мирское и божье : заметки о месте библиотеки в атеистическом воспитании // Библиотекарь. — 1990. — № 6. — С. 38—40.
- Василевский А. Коротко о книгах // Новый мир. — 1990. — № 4. — С. 271.
- Кузьминов Г. Три издания «Вавилонской башни…» // Книжное обозрение. — 1989. — 29 декабря. — С. 6.
- Кузьминов Г. По слухам и официально // Книжное обозрение. — 1990. — 12 октября. — С. 3.
- Сарнов Б. Опять неистовые ревнители! // Огонёк. — 1992. — № 24—26. — С. 24—25.
- Селюнина Л. Библия для детей? [Беседа с зав. ред. изд-ва «Дом» О. Ермолаевой] // Рабочая трибуна. — 1990. — 13 июля.